# Чесменское воинское кладбище
Чесменское воинское кладбище — находится в Московском районе Санкт-Петербурга, рядом с Чесменской церковью. На кладбище захоронены ветераны суворовских, кутузовских и других походов русской армии, а также защитники Ленинграда в годы Великой Отечественной войны.

## История
Вначале на кладбище хоронили ветеранов русской армии, проживавших в Военной Чесменской богадельне, которая размещалась в бывшем Чесменском дворце. К середине XX века старые захоронения были уничтожены, а на их месте было создано кладбище защитников Ленинграда.
7 мая 2003 года у входа на кладбище был установлен памятный крест в честь всех погибших воинов. У основания креста находится доска с надписью: «Вечная память павшим во имя России в период: Отечественной войны 1812, Русско-турецких войн 1828—1829, 1877—1878, Крымской кампании 1853—1855, Русско-японской войны 1904—1905, Первой мировой войны 1914—1918, Великой Отечественной войны 1941—1945». 
В 2011 году на кладбище были проведены работы по реставрации и благоустройству.

## На кладбище похоронены
- Н. Н. Магдик, Герой Советского Союза
- А. Т. Севастьянов, Герой Советского Союза
- С. В. Сёмин, Герой Советского Союза
- Ф. А. Смолячков, Герой Советского Союза
- М. И. Яковлев, Герой Советского Союза